# Stegomorphia watlingi
Stegomorphia watlingi is een vlokreeftensoort uit de familie van de Stegocephalidae. De wetenschappelijke naam van de soort is voor het eerst geldig gepubliceerd in 2000 door Berge, De Broyer & Vader.